# Officine Meccaniche Beccaria
Officine Meccaniche Beccaria war ein italienischer Hersteller von Automobilen.

## Unternehmensgeschichte
Die Brüder Beccaria gründeten 1905 das Unternehmen. Die Adresse lautete Corso Orbassano 2 in Turin. Zunächst entstanden Einzelteile, die Automobilhersteller wie Fiat und Storero verwendeten. 1912 begann die Produktion von Automobilen, entworfen von Giuseppe G. Cravero. Der Markenname lautete Beccaria. Als Vincenzo Florio 1913 ins Geschäft einstieg, änderte sich der Markenname auf Florio. Doch bereits 1914 fand wieder der Name Beccaria Verwendung. 1916 endete die Produktion.

## Fahrzeuge
Das Modell 18/22 HP hatte einen Vierzylinder-Monoblockmotor mit 2951 cm³ Hubraum. Es war als Tourenwagen und Sportwagen erhältlich und wurde auch bei Autorennen eingesetzt. Das Modell 25/35 HP erschien 1914 und hatte ebenfalls einen Vierzylindermotor, allerdings mit 5027 cm³ Hubraum. Dieses Modell gab es mit zwei unterschiedlichen Radständen.